# 최후의 대결 (1967년 영화)
최후의 대결은 한국에서 제작된 김묵 감독의 1967년 영화이다. 최남현 등이 주연으로 출연하였고 박원석 등이 제작에 참여하였다.

## 출연

### 주연
- 최남현
- 황해
- 박종화

## 제작진
- 조명: 함완섭